# Payback (Bonusprogramm)
Payback (englisch „Rückzahlung“) ist ein Bonussystem der Betreiberfirma Payback GmbH. In Deutschland besteht es seit März 2000, in Österreich seit 2018. Daneben gibt es Payback in Polen und Italien sowie in einigen weiteren Staaten als Monopartner des Drogeriemarktes dm. Bis zum 31. Oktober 2023 gab es das Bonussystem auch in Mexiko, bis 2021 auch in Indien. Durch die Datenerhebung in einer Vielzahl von Geschäften unterschiedlicher Branchen bei der Verwendung der Karte wird mittels Data-Mining das Kaufverhalten der Kartenbesitzer detailliert analysiert. Damit unterscheidet sich das System Payback von unternehmensgebundenen, einzelnen Kundenkarten. Eigentümer von Payback ist seit 2010 das US-amerikanische Kreditkartenunternehmen American Express.

## Funktionsweise aus Sicht der Verbraucher

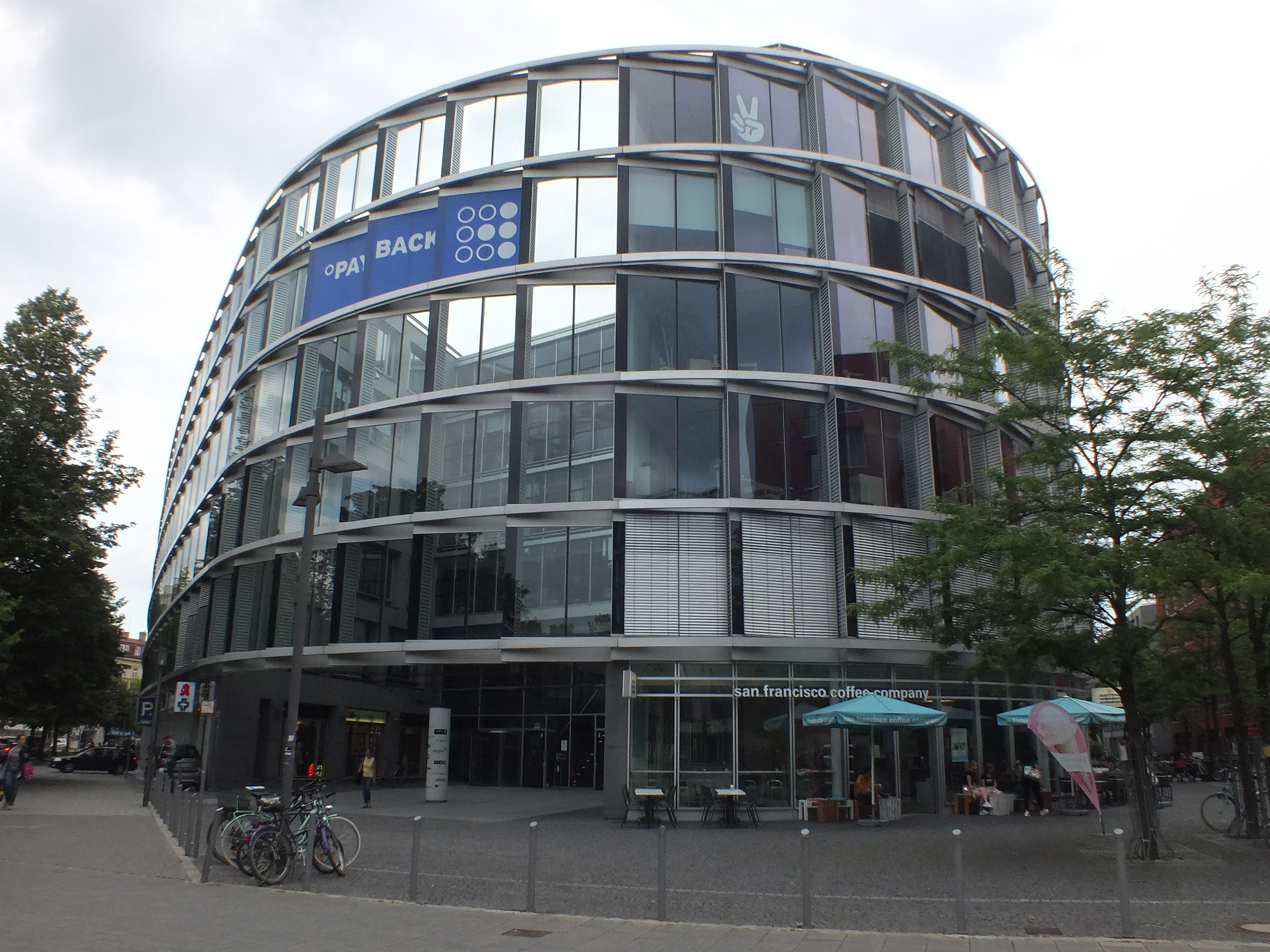
Gebäude mit Firmensitz im Münchener Westend

Im stationären Handel: Die (digitale) Karte wird während des Einkaufens beim Bezahlvorgang an der Kasse vorgelegt. Payback-Kundennummer, Datum, Filiale, Umsatz und von manchen Payback-Partnern auch Warengruppencodes werden an Payback übermittelt. Auf die Kaufsumme erhält der Kunde einen nach Unternehmen unterschiedlichen Bonus in Form von Punkten auf seinem Punktekonto gutgeschrieben.
Online: Bei Official Online Partnern (z. B. myToys.de) ist das Punktesammeln im Buchungsprozess direkt integriert, bei anderen Partnern (z. B. H&M) muss der Kunde seinen Einkauf über die Webseite www.payback.de starten.
Mobil: Bei Einkäufen über die Payback mobile App können Kunden zum Beispiel bei iTunes, Fressnapf, Tchibo und Sixt Punkte bekommen. Coupons sind direkt über die App aktivierbar, Papiercoupons sind nicht mehr nötig.
Ein Payback-Punkt hat einen nominellen Gegenwert von einem Cent (0,01 €). Es werden Punkte im Wert von 0,5 bis 4 % der Kaufsumme vergeben. Mit Coupons oder Sonderaktionen kann der Kunde bei einzelnen Produkten oder Aktionen die Punkte vervielfachen, teilweise bis 25 % der Kaufsumme. Sobald auf einem Payback-Konto 200 Punkte gesammelt wurden, können diese gegen Prämien, Warengutscheine oder Geld per Überweisung ab zwei Euro eingelöst, für weitere Rabatte eingesetzt, gegen Miles & More-Meilen eingetauscht oder an unterschiedliche Hilfsprojekte in der Payback-Spendenwelt gespendet werden. Die Umwandlung der Payback-Punkte in Miles & More-Meilen kann manuell über ein Online-Formular auf der Payback-Website oder automatisiert durch Aktivierung des Meilen-Abos bei Miles & More durchgeführt werden. Nicht eingelöste Punkte – die älter als 36 Monate sind – verfallen bei der Standardkartenvariante zum 30. September eines Kalenderjahres.

## Funktionsweise aus Sicht der Partnerunternehmen
Für die Händler entstehen Kosten in Form von Zahlungen an Payback sowie für die Technik zur Erfassung und Übertragung der Daten und die Integration in die bestehenden Kassensysteme. Allein Rewe entstanden durch Payback mindestens 150 Millionen Euro Kosten im Jahr. Als Vorteil erwarten Händler, dass Kunden mit einer Payback-Karte bevorzugt bei ihnen einkaufen, um Punkte zu sammeln, statt bei Konkurrenten. Auch können Händler Payback-Coupons erstellen, um Werbeaktionen zu unterstützen und die Aufmerksamkeit auf bestimmte Warengruppen oder Termine zu richten. Zudem erhalten die Partnerunternehmen Zugriff auf die mittels Data Mining gewonnenen Angaben zum Kundenverhalten von eigenen Kunden sowie von allen Kunden aller Payback-Partner. Der Drogeriemarktbetreiber dm stellte 2004 fest, dass Payback-Kunden bei dm im Durchschnitt rund 50 Prozent mehr Geld als Nicht-Payback-Kunden ausgaben.

## Kartenausgabe und Partnerunternehmen

### Karten
Die Karten werden in der Regel in Zusammenarbeit mit einem der Official-Partner ausgegeben, es gibt jedoch auch neutrale Payback-Karten. Die jeweiligen Karten haben ein individuelles Design, aber bei jedem Partner und bei allen Servicediensten die gleiche Funktionalität.
Zusätzlich zur Payback-Bonuskarte gibt es auf Antrag die Visa-Karte (ehemals Payback-Premium-Karte), sowohl mit echter Kreditkartenfunktion als auch als Prepaid-Kreditkarte. Die Debitkarte Plus-Karte wurde 2009 als kostenlose Maestro-Karte in Partnerschaft mit Mastercard neu aufgelegt. Die Maestro-Karte wurde durch die Auflösung der WestLB als Herausgeber im Herbst 2012 aus der Vermarktung genommen. Diese drei Zahlkarten werden seit Ende 2012 von der BW-Bank betreut. Durch den neuen Eigentümer American Express wurde im November 2012 die neue dunkelblaue Payback American Express Karte als – dauerhaft kostenlose – Kreditkarte in das Angebot aufgenommen. Allen Kundenkarten ist gemeinsam, dass es sowohl bei den Partnerunternehmen als auch zusätzlich auf die monatlichen Umsätze Punkte gibt. Mit den Kundenkarten gibt es keinen Punkteverfall, sofern im Zeitraum von 36 Monaten wenigstens ein Bonuspunkt gesammelt wird.

### Deutschland

#### Partner
In Deutschland gibt es mehr als 680 Partner. Offizielle Payback-Partner sind u. a.:
| Unternehmen                                | Punkte sammeln | Payback Pay |
| ------------------------------------------ | -------------- | ----------- |
| Alnatura                                   | ja             | ja          |
| Amplifon Hörakustik                        | ja             |             |
| Apollo-Optik                               | ja             |             |
| Aral                                       | ja             | ja          |
| Audible                                    | nur online     |             |
| Baur                                       | ja             |             |
| Burger King                                | ja             |             |
| CAP                                        | ja             | nein        |
| Center Parcs                               | ja             |             |
| C&A                                        | ja             | nein        |
| Check24                                    | ja             |             |
| Christ                                     | nur online     |             |
| Decathlon                                  | ja             |             |
| Dehner                                     | ja             |             |
| dm-drogerie markt                          | ja             | ja          |
| Depot                                      | ja             |             |
| Die Getränkekönner                         | ja             |             |
| Edeka (seit 2025), ohne Hessenring         | ja             | ja          |
| Euromaster                                 | ja             | nein        |
| EMP Merchandising                          | nur online     |             |
| Feneberg (seit Mai 2025)                   | ja             | ja          |
| Fressnapf                                  | ja             |             |
| Galeria (ab Ende 2025)                     | ja             |             |
| Globus                                     | ja             | nein        |
| Hannoversche Versicherungen                | ja             |             |
| HOL’AB! Getränkemarkt                      | ja             |             |
| Linda Apotheken                            | ja             | nein        |
| Lufthansa (inkl. Lufthansa Miles and More) | ja             |             |
| Marktkauf (seit 2025)                      | ja             | ja          |
| Netto Marken-Discount (seit 2025)          | ja             | nein        |
| Otto                                       | ja             |             |
| Phoenix Pharmahandel                       | ja             |             |
| Schuhmann                                  | ja             | ja          |
| Sixt                                       | ja             |             |
| Sky                                        | ja             |             |
| Sparkasse (ab 2025)                        | ja             |             |
| TeeGschwendner                             | ja             | ja          |
| Thalia                                     | ja             | ja          |
| Telekom Deutschland                        | ja             |             |

Zusätzlich gibt es seit 2008 bundesweit Akzeptanz-Apotheken, die auch am Payback-Programm teilnehmen, jedoch nicht zur Linda-Apothekengruppe gehören. Grundsätzlich nehmen nicht alle Filialen eines Partners automatisch am Payback-Programm teil, sondern nur die, die sich dazu bereit erklärt haben, die Kosten des Payback-Unternehmens mitzutragen, oder vom eigenen Konzern in Eigenregie geführt werden. Insbesondere betrifft dies die RTK-Reisebüros, aber auch z. B. einige Aral-Tankstellen.
Online-Partner sind unter anderem Conrad Electronic, eBay, Rewe Reisen und Zalando. Bei den Online-Partnern können Karteninhaber meist jedoch nur dann Punkte sammeln, wenn sie sich über die offizielle Payback-Website bei den Shops einloggen und bestellen. Die Gesellschaft bietet seit 2010 eine Mobile App für Smartphones an.
Ende Dezember 2019 kündigte der dm-drogerie markt-Konzern eine Halbierung bei der Ausschüttung von Payback-Punkten an. dm-Kunden erhalten seit 2020 nur noch je 2 Euro Einkaufswert einen Payback-Punkt. Seit 1. März 2021 gehört Nahkauf auch zum Payback-System. Seit dem 26. Juli 2021 können auch bei der SB-Warenhauskette Globus Payback-Punkte gesammelt werden, seit dem 7. Oktober 2021 auch in C&A-Filialen. Ebenfalls nimmt der HOL’AB! Getränkemarkt am Payback-Kundenprogramm teil. Auch nach der Übernahme der real-Filialen und deren Umstellung zu mein Real am 1. Juli 2022 wurde die Kooperation mit Payback als Partner weitergeführt. Der französische Sporthändler Decathlon nimmt seit dem 2. Januar 2023 am Bonusprogramm teil. Seit dem 29. Dezember 2024 sind REWE und Penny aus dem Bonusprogramm von Payback ausgestiegen. Hingegen sind Edeka Nord, Edeka Minden-Hannover, Edeka Rhein-Ruhr, Edeka Nordbayern-Sachsen-Thüringen, Edeka Südwest, Edeka Südbayern, Netto Marken-Discount, Marktkauf Holding, CAP und Trinkgut seit dem 2. Januar 2025 Teil des Payback-Bonusprogramms.

#### Ehemalige Partner
Der Juwelier Christ und die Schuhhandelskette Görtz haben ihre Verträge mit Payback nicht verlängert, Christ kehrte jedoch 2024 als Online-Partner zurück. Die Baumarktkette Obi und die Autovermietung Europcar stiegen 2007 bzw. 2011 als Payback-Partner aus. Amazon hat seine Partnerschaft zum 1. Juli 2014 eingestellt, nimmt seit dem 16. November 2022 jedoch wieder teil. Denn’s Biomarkt ist seit dem 31. Mai 2017 kein Payback-Partner mehr und führte ein eigenes Treueprogramm ein. Auto-Teile-Unger war von 2014 bis 2019 Payback-Partner und führte danach eine eigene Kundenkarte ein. Galeria Kaufhof beendete seine Partnerschaft mit Payback am 31. Dezember 2019 und führt stattdessen seit Januar 2020 ein gemeinsames Treueprogramm mit Karstadt, welches Ende 2025 wieder durch Payback ersetzt werden soll. Mit der Übernahme des Online-Marktplatzes real.de durch Kaufland wird seit Mitte 2020 Payback im Kaufland-Onlineshop nicht mehr unterstützt. Nordsee beendete seine Partnerschaft mit Payback zum 31. Juli 2020 und verwendet seitdem wieder sein vor Payback genutztes Bonusprogramm Fish&Friends. Die Payback-Partnerschaft mit der dänischen Handelskette Jysk – in Deutschland unter dem ehemaligen Namen Dänisches Bettenlager bekannt – endete zum 31. März 2022. Auch die Baumarktkette Hellweg kündigte die Partnerschaft mit Payback 2022.
Die Metro Group testete neben den Geschäftslinien real und Galeria Kaufhof auch bei der ehemaligen Handelskette Extra die Payback-Karte. Genauerer Zeitraum ist nicht bekannt. Der Haushaltswarenanbieter WMF beendete die Kooperation mit Payback Mitte 2023. Die SB-Warenhauskette mein real (ehemals real) beendete Ende März 2024 die Kooperation mit Payback nach insgesamt 24 Jahren. Grund dafür war der durch Insolvenz bedingte eingestellte Geschäftsbetrieb. Ende März 2024 verkündeten Payback und Fressnapf nach 2025 ein Ende ihrer Zusammenarbeit. Im Dezember 2024 wurde dann verkündet, das die Kooperation beider Unternehmen doch vertraglich verlängert werde. Am 28. Dezember 2024 traten die Marken der Rewe Group (Rewe, Penny, nahkauf) aus dem Punkteprogramm aus. Die Online-Marken der Rewe Group (ZooRoyal, Weinfreunde) stiegen zum 31. Dezember 2024 aus dem Programm aus.

### Österreich
Nachdem das Bonusprogramm im Mai 2018 in Österreich gestartet wurde, sind die dm-Drogeriemärkte sowie die Zoofachhandlung Fressnapf offizielle Partner, seit August 2018 die Tankstellenkette BP, die Schnellrestaurantketten Nordsee und Burger King sowie die Fluggesellschaft Austrian Airlines. Weitere Partner sind die Sixt Autovermietung, die McFit Fitnessstudios, Sehen!Wutscher sowie Unimarkt. Das Bonusprogramm in Österreich ist getrennt vom deutschen Programm, d. h., es können keine Punkte grenzüberschreitend gesammelt werden.

## Payback Pay
Im Juni 2016 führte Payback die Mobile-Payment-Funktion Payback Pay innerhalb der App ein. Zunächst konnte Payback Pay ausschließlich bei dm angewandt werden. Die Wirtschaftswoche äußerte sich kurz nach der Einführung kritisch über Payback Pay. Für die Nutzung von Payback Pay geben die Nutzer ihre Bankdaten und ihre Adresse in der App oder auf der Webseite ein. Im Gegensatz zu anderen bargeldlosen Zahlmethoden erfordert Payback Pay keine Kreditkarte. Die Technologie stammt von der UMT AG. Payback Pay ermöglicht das bargeldlose Bezahlen mit Hilfe eines QR-Codes. Die Bezahlcodes werden bei jedem Bezahlvorgang neu generiert und sind nur zeitlich begrenzt verwendbar. Alternativ kann auch NFC zum Einsatz kommen. Ob ein QR-Code oder NFC genutzt wird, hängt vom Kassensystem ab. Anfang 2020 ermittelte eine Umfrage, dass Payback Pay in Deutschland zu den bekanntesten bargeldlosen Zahlmethoden gehört. Laut heise online war Payback Pay 2020 auch das an der Ladenkasse am häufigsten benutzte kontaktlose Zahlsystem.

## Unternehmen und Geschäftszahlen

Logo der Management Holding

Payback startete mit Alexander Rittweger sein Programm im März 2000 mit Hilfe des Metro-Konzerns und der Deutschen Lufthansa. Das Unternehmen Payback hat seinen Sitz in München und beschäftigte 2013 bis zu 500 Mitarbeiter weltweit. Die Payback GmbH gehört zur Loyalty Partner Gruppe. American Express übernahm 2011 Loyalty Partner für rund 500 Millionen Euro.
Seit September 2009 ist Payback auch in Polen aktiv. Im Juni 2010 hat Loyalty Partner die Mehrheit am indischen Marktführer i-mint übernommen, ein Jahr später wurde aus i-mint Payback India. Im Februar 2011 wurde bekannt, dass das Unternehmen seine Geschäftsfelder um die Bereiche Online und Couponing ausbaut. Durch die strategische Entscheidung tritt Payback in direkte Konkurrenz zu bekannten Gutschein-Plattformen wie Groupon, DailyDeal und kaufda. An deutschen Standorten wurden 2011 ca. 150 Mitarbeiter beschäftigt. Zu Paybacks Konkurrenten auf dem deutschen Markt für Kundenbindungsprogramme gehört die DeutschlandCard.
Die 2013 über die Payback-Karte abgewickelten Umsätze der Partner betrugen rund 15,2 Milliarden Euro. Mehr als 31 Millionen aktive Kunden sind bei Payback in Deutschland verzeichnet. Payback verschickt nach eigenen Angaben im Jahr 1,5 Mrd. Coupon-Mails (Newsletter). Die mobile Payback-App wird aktiv von 10 Mio. Nutzern verwendet. 2013 startete Payback Mexico, ein rein digitales Programm. Seit 2014 ist Payback auch in Italien aktiv und startete seinen Betrieb 2018 schließlich in Österreich.
Im Geschäftsjahr 2017 erzielte Payback mit 544 Mitarbeitern einen Umsatz von rund 281 Millionen Euro.
Bis März 2020 hatte Payback insgesamt Punkte im Wert von 3,5 Milliarden Euro verteilt.

## Kritik

### Datenschutz
Die Karte ist vor allem bei Verbraucherschutzverbänden datenschutzpolitisch umstritten. Die Karte ermögliche den gläsernen Kunden; so ließen sich aus den gesammelten Daten Rückschlüsse auf den Lebenswandel des Kunden ziehen und der Erfolg von Werbung messen. Im Jahr 2000 wurde Payback mit dem Negativpreis Big Brother Award ausgezeichnet.
2001 verbot das Landgericht München I nach einer Klage des Berliner Verbraucherschutzvereins unter Androhung eines Ordnungsgeldes in Höhe von bis zu 500.000 DM oder Ordnungshaft bis zu sechs Monaten die weitere Verwendung der in den Payback-Antragsformularen enthaltenen zentralen Einwilligungsklauseln. Payback gestaltete daraufhin alle Teilnehmerformulare neu.
Der Bundesgerichtshof verbot 2008 nach einer Klage des Bundesverbands der Verbraucherzentralen eine Klausel im Payback-Anmeldeformular insoweit, als dem Kunden Werbung per SMS und E-Mail zugeschickt werden durfte. Grund war, dass dem Unternehmen die gesetzlich vorgeschriebene ausdrückliche Zustimmung des Kunden fehlte. Die Klauseln zur Datennutzung für Werbung per Post, zur Marktforschung sowie die Verwendung von Geburtsdatum und Rabattdaten hielt das Gericht für zulässig.
Im Mai 2012 wurde das Unternehmen vom TÜV überprüft. Es wurde festgestellt, dass Payback über einen TÜV-zertifizierten Datenschutz verfüge und mit den Daten, die durch die Teilnahme am Payback-Programm erhoben werden, verantwortungsvoll und nach den Vorgaben des Bundesdatenschutzgesetzes umgehe.

### Geringer Nutzen für die Verbraucher
Laut der Verbraucherzentrale Nordrhein-Westfalen sind die möglichen Einsparungen minimal – oftmals weniger als ein Prozent, häufig auch nur ein halbes Prozent. Auch sei es bei Prämien mit Zuzahlung oftmals so, dass das gewünschte Produkt bei anderen Anbietern günstiger ist als die Zuzahlung. Das Verbrauchermagazin Test hat im Dezember 2015 mit Hilfe eines Vergleichstests ermittelt, dass sogenannte Cashback-Portale höhere Rabatte bei Online-Käufen anbieten als Payback und ähnliche Bonuskarten.

### Phishing
2020 und 2021 wurden mehreren Benutzern ihre Guthaben gestohlen. Mit den gestohlenen Payback-Punkten kauften die Betrüger im Einzelhandel geldwerte Einkaufsgutscheinkarten. Verbraucherschützer stellten daraufhin erneut die Sicherheit der Daten in Frage. Payback warnt inzwischen ausdrücklich vor Phishing und liefert dazu auf seiner Website für unerfahrene Internetnutzer auch grundsätzliche Informationen. Zusätzlich kann in der Payback-App für Deutschland die Zwei-Faktor-Authentisierung aktiviert werden, um zusätzliche Sicherheit zu schaffen.